# بني دغوغ المرجة (كرديد)
بني دغوغ المرجة هي إحدى مشيخات المملكة المغربية، تتبع جغرافيا لإقليم سيدي بنور وإداريًا لكرديد. يقدر عدد سكانها بـ 4075 نسمة حسب الإحصاء الرسمي للسكان والسكنى لسنة 2004.